# Listă de rase de câini pe grupe

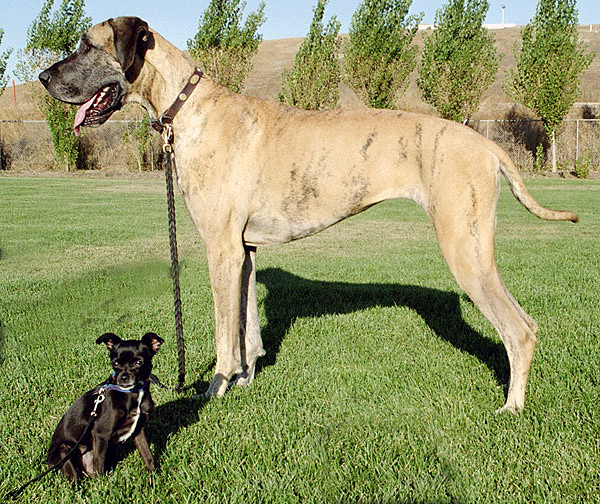

Există sute de rase de câini, împărțite în mai multe grupe în funcție de caracteristici și utilitate. Specialiștii chinologi le cataloghează după cum urmează:

### Grupa I: Câini ciobănești de turmă și de cireadă (fără ciobăneștii elvețieni)
Supranumiți și „câini de turmă”, câinii ciobănești au un talent înnăscut pentru a asigura „ordinea și disciplina” turmelor care le sunt date în pază. Foarte curajoși și devotați, nu ezită să înfrunte intrușii, fie oameni sau fiare. Unii dintre ei sunt folosiți astăzi pentru pază și apărare, cel mai cunoscut exemplu fiind ciobănescul german (cunoscutul „câine-lup").
Primii câini ciobănești au fost de talie mare, dar pe parcursul timpului rasele s-au diversificat, astfel încât există în zilele noastre și ciobănești de talie mijlocie (Pumi, Ciobănescul Suedez, Welsh, Sheltie). De asemenea, ciobanii preferau ciobăneștii cu blană albă, pentru a-i putea deosebi, în cazul în care turma era atacată, de lupi sau urși.

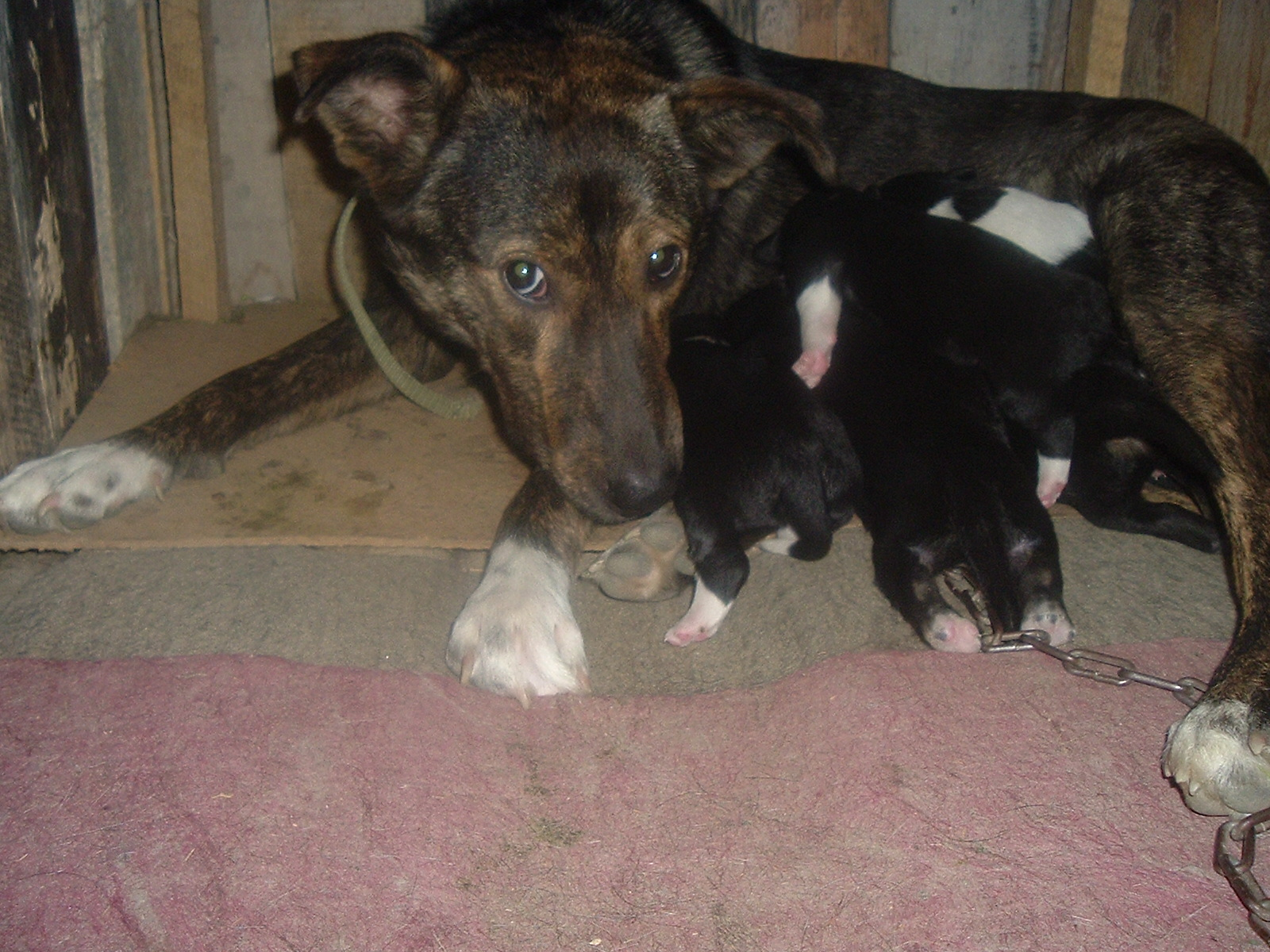
Cățea cu căței

- Ciobănesc românesc mioritic
- Ciobănesc românesc carpatin
- Ciobănesc românesc de Bucovina
- Ciobănesc românesc corb
- Ciobănesc german
- Ciobănesc alb elvețian
- Ciobănesc de Maremann-Abruzzi
- Ciobănesc belgian

### Grupa a II-a: Câini de tip Pinscher și Schnauzer - Molossoizi și Câini de cireadă elvețieni
Câinii utilitari au origini diferite, deși se pare că strămoșii lor sunt în mare parte molossi agresivi, de talie mare. Rasele cunoscute astăzi au fost create de crescători profesioniști prin selecții riguroase, menite să conserve sau să accentueze anumite caracteristici, și au fost utili oamenilor în cele mai variate domenii. În prezent, ei sunt folosiți în special pentru pază și protecție și din ce în ce mai mult în poliție. 
- Boxer
- Bulldog Englez
- Bullmastiff
- Dobermann
- Dog German
- Dog Argentinian
- Dog de Bordeaux
- Landseer
- Pinscher
- Rottweiler
- Schnauzer pitic
- Schnauzer uriaș
- Terranova
- Tosa Inu
- Ciobănesc caucazian
- Cane Corso
- Chow-chow

### Grupa a III-a: Terrieri - câini de vizuină
- Airedale terrier
- Bedlington terrier
- Bull terrier
- Cairn terrier
- Ciornoe terrier Terrier Negru Rusesc
- Fox terrier neted și sârmos
- Irish terrier
- Jack Russell terrierEste un câine folosit la vânătoarea de păsări, mic și alb cu pete maronii.
- Jagd terrier
- Kerry Blue terrier
- Lakeland terrier
- Manchester terrier
- Sealyham terrier
- Skye terrier
- Scottish terrier
- Toy terrier
- Welsh terrier
- West Highland terrier

### Grupa a IV-a: Teckeli
- Teckel, cu păr scurt, sârmos și neted

### Grupa a V-a:  Câini de tip Spitz (Câini nordici, Spitz și tip primitiv)
- Spitz
- Akita Inu
- Chow chow
- Malamut de Alaska
- Husky
- Samoied

### Grupa a VI-a:Copoiși limieri
- Bloodhound
- Beagle
- Basset Hound
- Copoi ardelenesc
- Dalmațian

### Grupa a VII-a:Câini de aret, pointeri
- Pointer englez
- Weimaraner
- Pudel pointer
- Brac german
- Vișlă
- Setter irlandez
- Setter Gordon
- Setter englez
- Pointer portughez

### Grupa a VIII-a: Câini scotocitori, aportori și câini de apă
- Cocker Spaniel
- Golden retriever
- Labrador retriever
- Lagotto Romagnolo

### Grupa a IX-a:  Câini de agrement și de companie
Câinii de agrement sunt în general de talie mică și mijlocie și sunt o companie plăcută, amuzantă și decorativă. 
Rasele europene au fost create pentru a ține tovărășie femeilor din înalta societate care nu luau de obicei parte la vânătoare și preferau compania celorlalte doamne din lumea bună. Astfel, frumusețea, eleganța, temperamentul și dimensiunile câinelui de agrement au devenit criteriile principale de selecție pentru crescătorii profesioniști.
Câinii de agrement sunt excelenți tovarăși de joacă pentru copii, pe care îi însoțesc cu plăcere și îi apără cu devotament. Sunt mereu în alertă, energici și jucăuși, cu o personalitate încântătoare, plini de îndrăzneală și vitalitate.
- Lhassa-Apso
- Pekinez
- Papillon
- Chihuahua

### Grupa a X-a: Ogari (levrieri)
- Ogar Afgan
- Azawak
- Chart Polski
- Deerhound
- Galgo Espagnol
- Greyhound
- Ogar irlandez - Irish Wolfhound
- Italian Greyhound
- Ogar maghiar (Magyar Agar)
- Ogar persan - Saluki
- Ogar românesc (nerecunoscut de AChR[1]
- Ogar rusesc - Barzoi
- Sloughi
- Whippet